# Ford Explorer ’24
Der Ford Explorer ist ein batterieelektrisch angetriebenes SUV des US-amerikanischen Automobilherstellers Ford, das ausschließlich in Europa angeboten wird und anders als das gleichnamige Modell mit Verbrennungsmotoren nur mit fünf Sitzplätzen ausgestattet ist. Der ursprünglich für September 2023 vorgesehene Produktionsstart musste auf Sommer 2024 verschoben werden.

## Geschichte
Ende März 2023 wurde der neue Explorer von Ford vorgestellt, der zwischen dem Puma und Mustang Mach-E positioniert wird und eines von vier elektrischen PKW-Modellen der Marke darstellt, die bis 2024 auf den Markt kommen sollen. Das Fahrzeug wurde nach der 2019 beschlossenen Kooperation mit Volkswagen entwickelt und nutzt dessen elektrische Plattform MEB.
Im Juni 2024 begann die Produktion im Kölner Werk, die somit die des Fiesta ablöst. Wegen stockenden Absatzes musste bereits im November 2024 Kurzarbeit angeordnet werden.

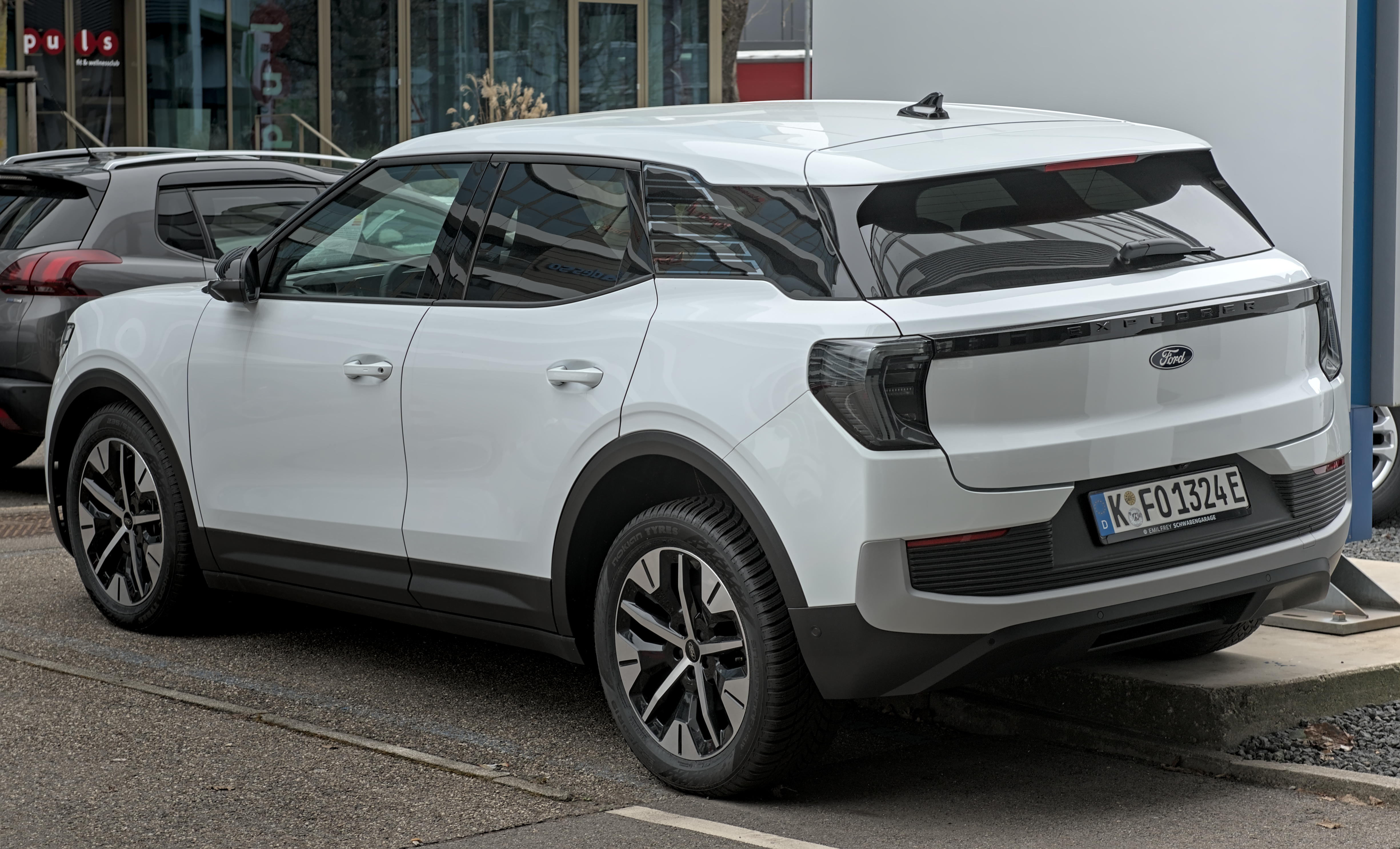
Heckansicht
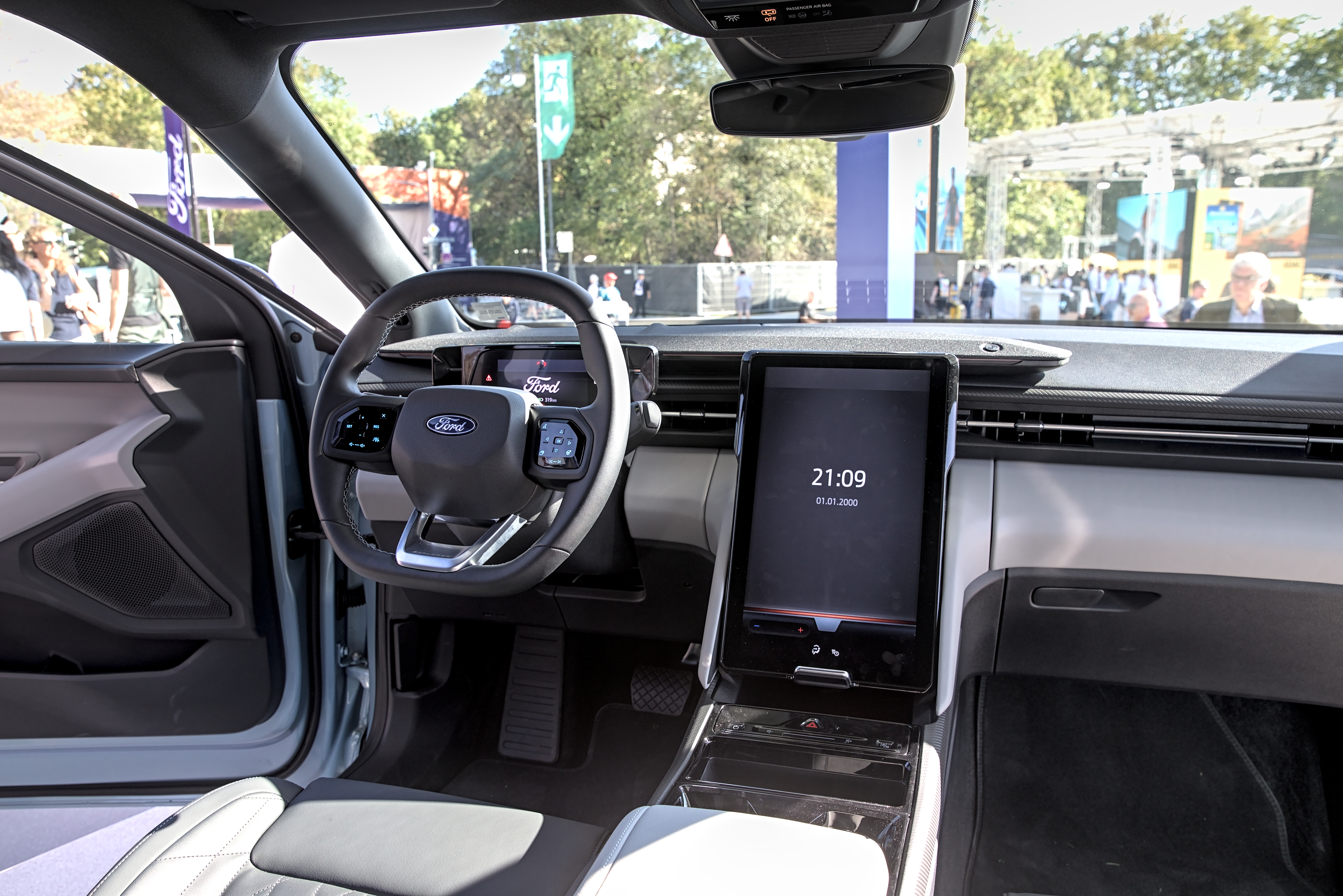
Innenansicht
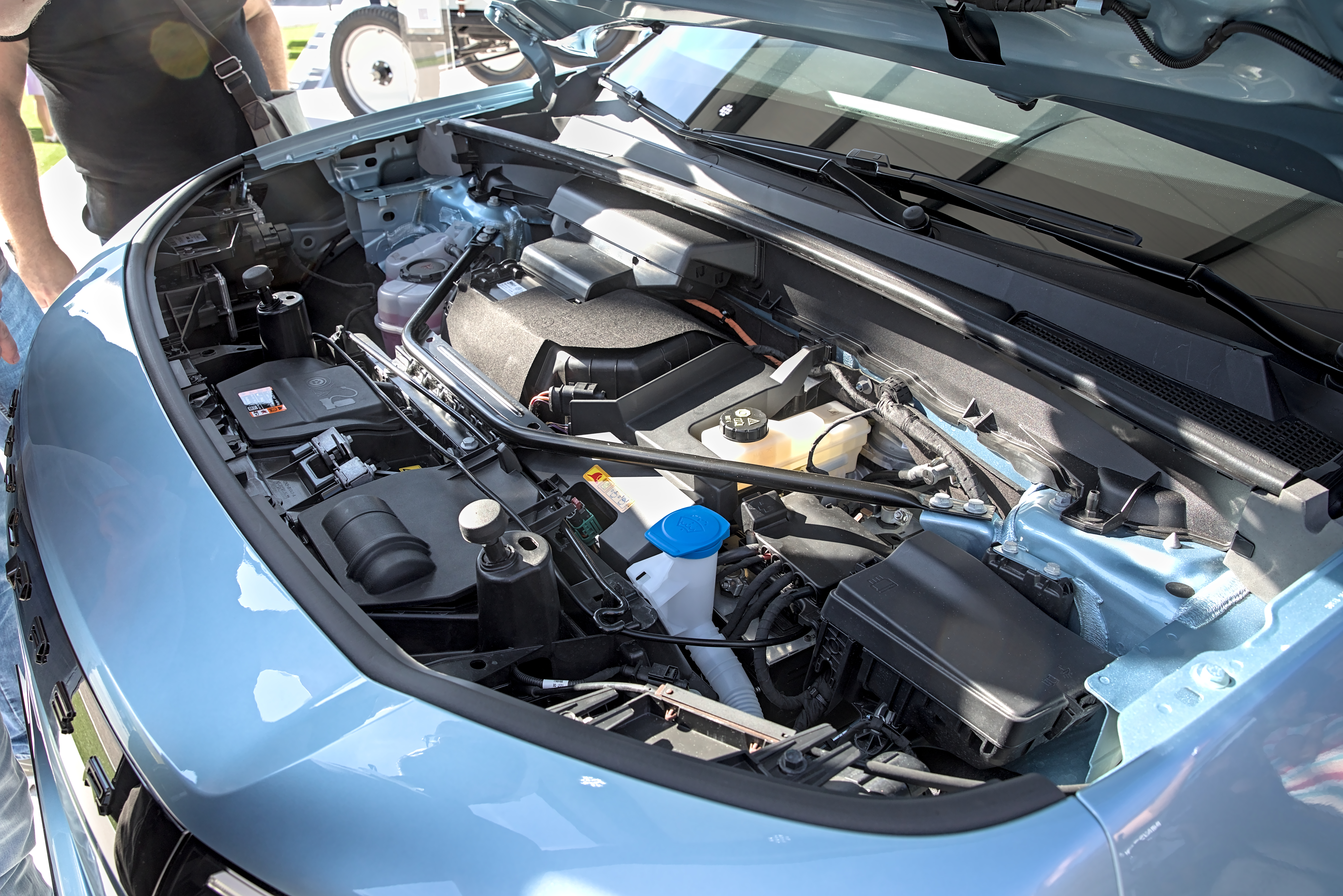
Motorraum

## Sicherheit
Im September 2024 wurde der Explorer vom Euro NCAP auf die Fahrzeugsicherheit getestet. Er erhielt fünf von fünf möglichen Sternen.

## Technik
Die Plattform teilt sich der Explorer mit dem VW ID.4 und ID.5, die ihrerseits auch mit dem Škoda Enyaq und Audi Q4 e-tron technisch verwandt sind. Ein weiteres Modell von Ford auf dieser Plattform ist der Capri, der im Juli 2024 vorgestellt wurde. Als Antriebe stehen Elektromotoren in vier Leistungsstufen zur Auswahl. Die Versionen mit Hinterradantrieb leisten zwischen 125 kW (170 PS) und 210 kW (286 PS). Eine Version mit Allradantrieb wird von je einem Elektromotor pro Achse angetrieben, die eine Gesamtleistung von 250 kW (340 PS) bieten.
Die maximale Anhängelast beträgt 1200 bzw. 1400 kg, das Kofferraumvolumen 450 bis 1400 Liter (bei umgeklappten Rücksitzen).
Der Explorer ist das erste Modell von Ford in Europa, das Spurwechsel innerhalb des Spurhalteassistenten unter Zuhilfenahme von Radar und Kameras automatisch vornehmen kann. Ein- und Ausparken ist vollautomatisch möglich. Ein weiteres System soll Unfälle mit Fahrradfahrern (sogenanntes Dooring) vermeiden, indem es das unvorsichtige Öffnen von Türen unterbindet. Diese und weitere Sensoren und Kameras sollen auch Kollisionen mit anderen Verkehrsteilnehmern nach vorn und hinten verhindern.
Im Innenraum verfügen die beheizbaren Vordersitze serienmäßig über eine Massagefunktion. Ein Panoramaglasdach ist optional verfügbar. Die Instrumententafel stellt ein 5,3 Zoll großer Bildschirm dar. Ein Head-Up-Display ist optional verfügbar. Das Infotainmentsystem mit einem 14,6 Zoll großen Touchscreen lässt sich um mehr als 30° in der Neigung verstellen. Unterhalb dieses Bildschirms befindet sich eine induktive Ladefläche für Smartphones, die sich auch per Android Auto oder Apple CarPlay mit dem Fahrzeug verbinden lassen. Unter der Mittelarmlehne ist ein 17 Liter großes Staufach untergebracht, in dem ein Notebook oder bis zu drei 1,5 Liter große Trinkflaschen Platz finden.

## Technische Daten
|                                             | Standard Range                          | Extended Range Limited Edition          | Extended Range                          | Extended Range AWD                      |
| ------------------------------------------- | --------------------------------------- | --------------------------------------- | --------------------------------------- | --------------------------------------- |
| Bauzeitraum                                 | seit 10/2024                            | seit 06/2024                            | seit 06/2024                            | seit 06/2024                            |
| Antrieb                                     |                                         |                                         |                                         |                                         |
| Motor                                       |                                         | APP310                                  | APP550                                  | APP550 + AKA150                         |
| Motorbauart, Vorderachse                    | —                                       | —                                       | —                                       | Asynchronmaschine                       |
| Motorbauart, Hinterachse                    | permanentmagneterregte Synchronmaschine | permanentmagneterregte Synchronmaschine | permanentmagneterregte Synchronmaschine | permanentmagneterregte Synchronmaschine |
| Systemleistung                              | 125 kW (170 PS)                         | 150 kW (204 PS)                         | 210 kW (286 PS)                         | 250 kW (340 PS)                         |
| Drehmoment, Vorderachse                     | —                                       | —                                       | —                                       | 134 Nm                                  |
| Drehmoment, Hinterachse                     | 310 Nm                                  | 310 Nm                                  | 545 Nm                                  | 545 Nm                                  |
| Antriebsart, Serie                          | Hinterradantrieb                        | Hinterradantrieb                        | Hinterradantrieb                        | Allradantrieb                           |
| Getriebe, Serie                             | Eingang-Reduktionsgetriebe              | Eingang-Reduktionsgetriebe              | Eingang-Reduktionsgetriebe              | Eingang-Reduktionsgetriebe              |
| Antriebsbatterie                            |                                         |                                         |                                         |                                         |
| Zellchemie                                  | Lithium-Ionen-Akkumulator               | Lithium-Ionen-Akkumulator               | Lithium-Ionen-Akkumulator               | Lithium-Ionen-Akkumulator               |
| Energieinhalt, netto                        | 52 kWh                                  | 79 kWh                                  | 77 kWh                                  | 79 kWh                                  |
| Messwerte                                   |                                         |                                         |                                         |                                         |
| Leergewicht mit Fahrer                      | 1908–1920 kg                            | 2080 kg                                 | 2090–2109 kg                            | 2167–2179 kg                            |
| zulässiges Gesamtgewicht                    | 2490 kg                                 | 2665 kg                                 | 2675 kg                                 | 2740 kg                                 |
| Beschleunigung, 0–100 km/h                  | 8,7 s                                   | 8,5 s                                   | 6,4 s                                   | 5,3 s                                   |
| Höchstgeschwindigkeit                       | 160 km/h                                | 160 km/h                                | 180 km/h                                | 180 km/h                                |
| Verbrauch auf 100 km nach WLTP (kombiniert) | 16,3–17,5 kWh                           | 16,1–17,4 kWh                           | 13,9–15,1 kWh                           | 15,7–17,0 kWh                           |
| Reichweite nach WLTP                        | 352–378 km                              | 504–555 km                              | 555–602 km                              | 516–566 km                              |

## Zulassungszahlen in Deutschland
Im ersten Verkaufsjahr wurden in der Bundesrepublik Deutschland insgesamt 2.426 Ford Explorer EV neu zugelassen. Davon hatten 504 Fahrzeuge Allradantrieb.
| 1.922 \| \| |
|             |

|  |

| 504 \| \| |
|           |

|  |

| 1.922 \| \| |
|             |

|  |

| 504 \| \| |
|           |

|  |

| 1.922 \| \| |
|             |

|  |

| 504 \| \| |
|           |

|  |

| 1.922 \| \| |
|             |

|  |

| 504 \| \| |
|           |

|  |

| 1.922 \| \| |
|             |

|  |

| 504 \| \| |
|           |

|  |

| 1.922 \| \| |
|             |

|  |

| 504 \| \| |
|           |

|  |

| 1.922 \| \| |
|             |

|  |

| 504 \| \| |
|           |

|  |

| 1.922 \| \| |
|             |

|  |

| 504 \| \| |
|           |

|  |

|  | Hinterradantrieb |

|  | Hinterradantrieb |

|  | Allradantrieb |

|  | Allradantrieb |